# راهب‌مرغ کوچک
راهب‌مرغ کوچک (نام علمی: Philemon citreogularis)، که همچنین به عنوان سرچرمی کوچک یا راهب‌مرغ گلوزرد شناخته می‌شود، کوچک‌ترین پرنده در میان سردهٔ فیلمون است. در سراسر شمال و شرق استرالیا و همچنین جنوب پاپوآ گینه نو یافت می‌شود. زندگی بسیار برجسته‌ای دارد، به طوری که به آسانی می‌توان آن را در تعقیب عسل‌خواران دیگر دید و همچنین بسیار خوش‌آوا است. با این حال، پرندهٔ کوچک معمولاً در بالای درختان دیده می‌شود و به ندرت روی زمین دیده می‌شود.

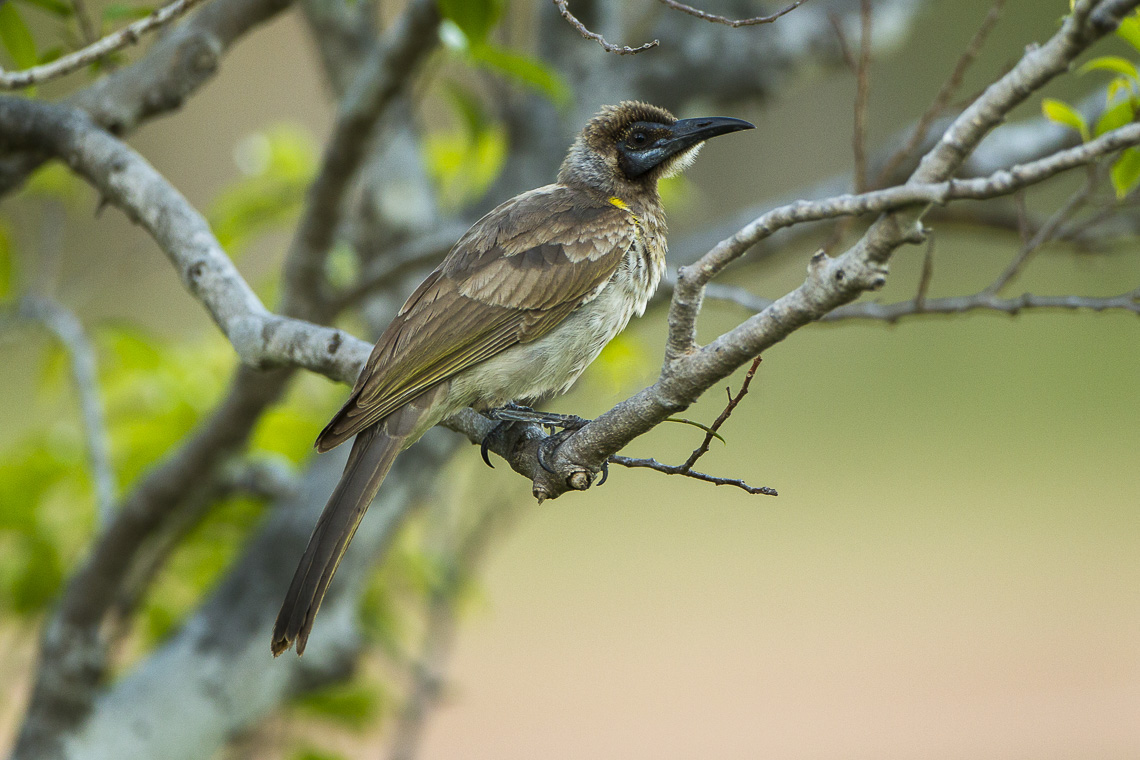
پرنده کوچک، داروین، قلمرو شمالی